# بیووری
بیووری (به فرانسوی: Beuvry) یک کمون در فرانسه است که در پا-دو-کاله واقع شده‌است. بیووری ۱۶٫۸۵ کیلومتر مربع مساحت دارد ۳۲ متر بالاتر از سطح دریا واقع شده‌است.

## خواهرخوانده
شهر همر (شهر) خواهرخواندهٔ بیووری هست.